# Castianeira scutata
Castianeira scutata là một loài nhện trong họ Corinnidae.
Loài này thuộc chi Castianeira. Castianeira scutata được Joachim Schmidt miêu tả năm 1971.